# Jonica T. Gibbs
Jonica "Jojo" T. Gibbs es una actriz y comediante estadounidense. Interpreta el papel principal de Hattie en la serie BET Twenties.

## Primeros años y educación
Gibbs nació en Carolina del Sur y fue criada por sus bisabuelos en Hampstead, Carolina del Norte. Recibió su licenciatura en periodismo de la Universidad de Carolina del Norte en Chapel Hill. Las experiencias negativas con miembros de la facultad en el departamento la desanimaron de dedicarse al periodismo. Después de graduarse, trabajó en varios trabajos, incluso como maestra sustituta, y actuó en películas de estudiantes en SCAD.

## Carrera
Gibbs se mudó a Los Ángeles en 2015 para dedicarse profesionalmente a la actuación, un año después de que comenzara a hacer monólogos. Su amiga cercana Rashonda Joplin y ella comenzaron una productora y desarrollaron la serie web No More Comics in L.A. Filmaron y financiaron dos episodios y crearon una campaña de micromecenazgo para recaudar fondos para los ocho episodios restantes. Se pusieron en contacto con varios creativos de televisión negros para comercializar la campaña, incluida Lena Waithe.
Waithe invitó a Gibbs a una audición para Twenties, que fue su primera audición. Gibbs fue elegido para el papel principal como Hattie, una aspirante a escritora de televisión queer y quebrada basada libremente en las experiencias de Waithe. Gibbs ha hablado sobre la importancia de interpretar a una de las pocas lesbianas de centro masculino en los medios estadounidenses.
Gibbs tiene un papel recurrente en Good Trouble y el podcast con guion The Left Right Game. Gibbs protagonizó el thriller Fresh de 2022.

## Vida personal
Gibbs es abiertamente gay. Salió del armario ante su madre a los 19 años después de ver True Life: I'm Coming Out.

## Filmografía

### Televisión
| Año       | Título              | Papel               | Notas        |
| --------- | ------------------- | ------------------- | ------------ |
| 2019–2020 | Good Trouble        | Fundraiser Guest    | Recurrente   |
| 2020      | The Left Right Game | Eve (voz)           | Podcast      |
| 2020–2021 | Twenties            | Hattie              | Protagonista |
| 2021      | Electric Easy       | Omni / Martha (voz) | Podcast      |

### Películas
| Year | Title                    | Role        | Notes |
| ---- | ------------------------ | ----------- | ----- |
| 2022 | Fresh                    | Mollie      |       |
| 2022 | Something from Tiffany's | Terri Blake |       |
| 2023 | Past Lives               | Janice      |       |
| —    | Civil War                | —           |       |
| —    | Dirty Angels             | —           |       |
|      | dogman                   |             |       |